# Istiqlol Douchanbé
Maillots
Le Futbolny Klub Istiqlol Douchanbé (en tadjik : Футбольный клуб Душанбе), plus couramment abrégé en Istiqlol Douchanbé, est un club tadjik de football fondé en 2007 et basé à Douchanbé, la capitale du pays.

## Historique
- 2007 : fondation du club
- 2010 : 1er titre de champion du Tadjikistan

## Palmarès
| Compétitions nationales | Compétitions internationales                                                                           |
| --- | --- |
| - Championnat du Tadjikistan (13) : - Champion : 2010, 2011, 2014, 2015, 2016, 2017, 2018, 2019, 2020, 2021, 2022, 2023, 2024. - Coupe du Tadjikistan (10) : - Vainqueur : 2009, 2010, 2013, 2014, 2015, 2016, 2018, 2019, 2022 et 2023. - Finaliste : 2011, 2012, 2017 et 2021. - Supercoupe du Tadjikistan (12) : - Vainqueur : 2010, 2011, 2012, 2014, 2015, 2016, 2018, 2019, 2020, 2021, 2022 et 2024. - Finaliste : 2017 et 2023. | - Coupe du président de l'AFC (1) : - Vainqueur : 2012. - Coupe de l'AFC : - Finaliste : 2015 et 2017. |

## Personnalités du club

### Présidents du club
- Shohrouh Saïdov

### Entraîneurs du club
- Nikola Lazarević (janvier 2012 — juin 2013)
- Oleg Shirinbekov (juillet 2013 — 13 janvier 2014)
- Moubin Ergashev (13 janvier 2014 — 10 juillet 2016)
- Nikola Lazarević (13 juillet 2016 — 31 décembre 2016)
- Mukhsin Mukhamadiev (1er janvier 2017 — 22 mai 2018)
- Alisher Toukhtaïev (22 mai 2018 — 3 décembre 2018)
- Khakim Fuzailov (3 décembre 2018 — 27 juin 2019)
- Alisher Toukhtaïev (27 juin 2019 — 31 décembre 2019)
- Moubin Ergashev (1er janvier 2020 — 17 février 2020)
- Vitali Levtchenko (17 février 2020 — )